# Khu bảo tồn và Vườn quốc gia Kluane
Khu bảo tồn và Vườn quốc gia Kluane (/kluːˈɑːniː/; tiếng Pháp: Parc national et réserve de parc national de Kluane) là hai đơn vị của hệ thống vườn quốc gia Canada nằm ở góc tây nam của Yukon, gần với biên giới Alaska. Nó được thành lập vào năm 1972 với tổng diện tích của hai khu vực là 22.013 kilômét vuông (8.499 dặm vuông Anh).
Tại đây có ngọn núi cao nhất Canada là núi Logan với 5.959 mét (19.551 foot) là một phần của Dãy núi Saint Elias. Núi và sông băng chi phối cảnh quan của khu vực này, với 83% diện tích của nó. Phần đất còn lại trong khu bảo tồn là rừng và lãnh nguyên nằm ở phía đông của những ngọn núi và sông băng lớn nhất, là nơi có khí hậu lạnh và khô hơn so với ở phía tây và phía nam. 

## Động thực vật
Cây cối chỉ mọc ở khu vực có độ cao thấp nhất của công viên. Các loài cây chính là vân sam trắng, dương nhựa thơm và dương lá rung vàng.
Khu bảo tồn có sự đa dạng các loài động vật có vú như Chó sói Nội địa Alaska, Gấu, Sói đồng cỏ, Chồn nâu châu Mỹ, Rái cá sông Bắc Mỹ, Tuần lộc núi, Linh miêu Canada, Nai sừng tấm Alaska, Chuột xạ hương, Cáo đỏ, Cừu Dall, Sóc đất Bắc Cực. Công viên cũng là nơi có 120 loài chim như Gà gô đá trắng xám, Đại bàng đầu trắng. Tại các hồ nước là môi trường sống của Cá hồi hồ, cá hồi xám Bắc Cực, Cá hồi vân, Cá chó phương bắc và Cá hồi đỏ.
Năm 1979, vườn quốc gia được UNESCO công nhận là Di sản thế giới như là một phần của Các Khu bảo tồn và Vườn quốc gia: Kluane, Wrangell-St. Elias, Vịnh Glacier, Tatshenshini-Alsek nhờ vào cảnh quan của các sông băng và vùng băng giá ngoạn mục, cũng như tầm quan trọng trong việc bảo vệ các loài Gấu xám Bắc Mỹ, Tuần lộc và là môi trường sống quan trọng của loài cừu Dall.